# Tracteur d'infanterie Issoise
Le tracteur d'infanterie Issoise est un prototype de véhicule à chenilles, produit en 1939 pour l'Armée française par la Compagnie Issoise de traction mécanique. Dérivé des tracteurs agricoles civils de la marque, il n'est pas produit en série.

## Historique
Le TU1 est destiné à l'infanterie, afin d'accompagner les fantassins au pas (4 km/h), comme le ferait un cheval, en tractant la voiturette d'infanterie modèle 1937 tout en transportant 300 kg de munitions pour les armes lourdes de l'infanterie. Conçu en 1938 et testé en janvier-février 1939, le « cheval mécanique » Issoise se révèle instable dans les pentes et compte trop de composants étrangers, anglais et même allemands. L'Unic TU1, plus classique et également capable de rouler au pas, est sélectionné à la place en septembre 1939.
Le prototype est conservé au Musée des Blindés de Saumur.